# أرجمون شبه متكامل الأوراق
أرجمون شبه متكامل الأوراق (الاسم العلمي:Argemone subintegrifolia) هو نوع من النباتات يتبع جنس الأرجمون من الفصيلة الخشخاشية.